# Алберт Санчес Пиньол
Алберт Санчес Пиньол (на испански: Albert Sánchez Piñol) е испански каталунски антрополог, сценарист и писател, автор на произведения в жанра трилър, хорър и исторически роман. Пише основно на каталонски език.

## Биография и творчество
Алберт Санчес Пиньол е роден на 11 юли 1965 г. в Барселона, Каталония, Испания.
Първоначално учи право, но после завършва антропология в Университета на Барселона. Става член на Центъра за африкански изследвания. Работи по изучаване на културата на пигмеите в Източно Конго през 1990-те години и пише докторска работа, но напуска когато избухва военен конфликт. Сътрудничи на някои енциклопедии. През 2000 г. е публикувана книгата му „Pallassos i monstres“ (Клоуни и чудовища), в която представя биографиите на Иди Амин, Жан-Бедел Бокаса, Хастингс Банда, Мобуту Сесе Секо, Ахмед Секу Туре, Хайле Селасие, Франсиско Масиас Нгуема и Теодоро Обианг Нгуема. Публикува разкази в списания, участва в литературни конкурси и пише като писател в сянка. За кратко работи в застрахователна компания.
Разказът му „El bosc“ (Дървото) от сборника „Les edats d'or“ е екранизиран през 2012 г. в едноименния филм от Оскар Айбар и получава номинация за най-добър сценарий.
Първият му роман „Хладна кожа“ е публикуван през 2002 г. Бивш активист на Ирландската революционна армия се скрива от миналото си като метеоролог на остров сред ледения океан, в компанията на пазача на фара Батис и неговата домашна любимка. Нощем се сражават с мистериозни кръвожадни хуманоидни амфибии, а денем развратничат с любимката на Батис. Готическият му роман става бестселър и е удостоен с наградата на критиката „Ojo Crítico de Narrativa“. Преведен е на над 30 езика по света. През 2017 г. е екранизиран в едноименния филм с участието на Рей Стивънсън, Дейвид Оукс и Аура Гаридо.
Вторият му роман „Пандора в Конго“ е публикуван през 2005 г. Главният герой, писателят Томас Томсън, е нает да напише историята на затворник убил двама английски аристократи по време на експедиция за диаманти в конгоанската джунгла през 1914 г. Книгата е микс от жанрове и свежо чувство за хумор.
През 2012 г. е издаден първият му исторически роман „Victus. Barcelona“ от поредицата „Марти Зувирия“. Книгата, издадена на испански език, представя приключенията на инженера Марти Зувирия по време на сблъсъка на автономията на Каталония с агресивната власт на Испания по времето на Бурбоните през 1714 г., Войната за испанското наследство и обсадата на Барселона. Романът става бестселър и е в съответствие на съвременното противопоставяне на каталунските политици и ръководството на Испания.
Заедно с работата си пише активно за каталунския вестник „Ара“.
Алберт Санчес Пиньол живее със семейството си в Барселона.

## Произведения
Самостоятелни романи
- La pell freda / La piel fría (2002)
Хладна кожа, изд.: ИК „Колибри“, София (2006), прев. Мая Генова
- Pandora al Congo / Pandora en el Congo (2005)
Пандора в Конго, изд.: ИК „Колибри“, София (2010), прев. Мариана Китипова

### Серия „Марти Зувирия“ (Martí Zuviría)
1. Victus. Barcelona 1714 (2012)
2. Vae Victus (2015)

### Сборници
- Compagnie difficili / Compañía difícil (2000) – с Марсело Фоис
- Les edats d'or / Las edades de oro (2001)
- Tretze Tristos Tràngols / Trece tristes trances (2008)

### Документалистика
- Pallassos i monstres (2000)

### Екранизации
- 2012 El bosc
- 2015 Acte institucional de l'Onze de Setembre – ТВ филм
- 2017 Cold Skin
- 2017 Comtes. L'origen de Catalunya – ТВ сериал, 4 епизода